# 斯佩罗内
斯佩罗内（義大利語：Sperone），是意大利阿韦利诺省的一个市镇。总面积3平方公里，人口3653人，人口密度1217.7人/平方公里（2009年）。ISTAT代码为064103。